# XROSS.POINT
『XROSS.POINT』（クロス・ポイント）は、2021年4月1日から2022年9月29日までJ-WAVEで放送されていたラジオ番組。

## 概要
週4日間の帯で放送されていた夕方の音楽番組で、毎週月曜 - 木曜 16:00 - 16:30（日本標準時）に放送。月曜から水曜のナビゲーターは横山エリカが、木曜のナビゲーターはTENDREが務めていた。
「未知なる音楽との出会い」をキャッチフレーズに掲げていたこの番組は、時代・国境・ジャンルにとらわれることなく良質と考える音楽をノンストップで放送していた。月曜から水曜の放送では、J-WAVEのディレクター陣が選んだ曲を放送。そして木曜の放送では様々な人物を「ゲストセレクター」に迎え、その人物が「東京の16時」にふさわしいと考える曲をかけていた。木曜のナビゲーターであるTENDRE自身がゲストセレクターを務めることもあった。